# Yuko
Un yuko (有効) és un tipus de puntuació en els combats d'arts marcials japonesos, s'usa en el judo, karate i jujutsu.
És el més baix de tots, per sobre està l'ippon el qual val tres cops més i el Waza-ari el qual val el doble.